# Samuel Burke
Samuel Burke es reportero de tecnología y redes sociales. Fue presentador para CNN en Español desde el 2009 al 2019, aparecía constantemente en programas informativos diarios en Café CNN, CNN Dinero y CLIX y contribuía con informes para CNN Internacional y CNN, además fue presentador del programa de noticias vespertino Europa Hoy.

## Primeros años y educación
Samuel Burke nació y fue criado en Phoenix, Arizona. Aprendió a hablar español a una edad temprana, viajando a México con frecuencia cuando era un niño y pasando sus veranos en México en una escuela de idiomas cuando era un adolescente. Burke acudió a la secundaria North High School en Phoenix y en 2003 fue miembro del Programa de Asistencia a la Cámara de Representantes de los Estados Unidos, luego de haber sido nominado por el congresista Ed Pastor.
Burke concurrió a la Universidad Estatal de Arizona, donde se graduó con una licenciatura en Español. Samuel Burke luego realizó estudios de postgrado en la universidad, obteniendo una maestría en periodismo de la Walter Cronkite School of Journalism and Mass Communication. Mientras realizaba allí sus estudios de postgrado, Burke trabajó como profesor de apoyo del expresentador de CNN Aaron Brown. Desde su graduación en 2009, Burke ha vuelto a dictar seminarios varias veces para los actuales estudiantes de la escuela. Actualmente también es miembro del Consejo Nacional de Asesores de la Escuela Cronkite.

## Periodismo

### PBS (2007-2009)
Burke fue copresentador del programa de noticias en español de la escuela, Cronkite Newswatch, en 2008 hasta 2009, que se transmitía cada dos semanas en PBS y Telefutura, y era producido en la Escuela Walter Cronkite. Mientras completaba sus estudios de postgrado, Burke también realizó una pasantía en CNN, específicamente trabajando para el programa de televisión Anderson Cooper 360°. También escribió para el Jewish News of Greater Phoenix. 

### CNN y CNN en Español (2009-2019)
Su primer trabajo luego de salir de la Universidad fue como productor digital de Christiane Amanpour para el programa de CNN Amanpour. Inicialmente no había vacantes en el programa, por lo que Burke decidió que podría tomar un trabajo como guardia de seguridad en las oficinas centrales de CNN en la ciudad de Nueva York, trabajar durante la noche, y ofrecerse como voluntario para la programación de CNN durante el día. Sin embargo, justo antes de que comenzara el programa le ofrecieron un trabajo temporal con Amanpour, que se transformó en una posición a tiempo completo.
Luego de su trabajo con Christiane Amanpour, Burke fue elegido como presentador para el programa de CNN en Español Europa Hoy, desde 2010 hasta 2011; un programa emitido desde Londres que se transmitía tanto en Latinoamérica como en Norteamérica. En 2011 Burke se convirtió en el presentador del programa diario Cyber Café en Café CNN. También conduce un segmento nocturno para el programa de noticias de negocios CNN Dinero y un segmento semanal en el programa de noticias de tecnología CLIX. Asimismo, Burke reporta sobre tecnología en CNN Internacional, sale en World Business Today, y reporta sobre privacidad y seguridad en las redes sociales para la cadena de noticias CNN/U.S. Burke también contribuye para CNN.com, donde escribe una columna diaria sobre una variedad de asuntos internacionales, principalmente en el Medio Oriente.
El 15 de julio del 2019, Burke tomó la decisión de salir del gigante de las noticias mundial, luego de casi una década trabajando en la cadena, para enfocarse en proyectos profesionales y personales que quedaron postergados.